# 畠山稙長
畠山 稙長（はたけやま たねなが）は、戦国時代の守護大名。河内・紀伊・越中守護。足利氏の支流畠山氏出身で河内畠山氏の一流である畠山尾州家（高屋畠山氏）の当主。
畠山尚順の子で長経、政国、晴熙らの兄とされる。通称は次郎。官位は尾張守。法名は大和寺殿覚源悟公。

## 生涯

### 父との確執
『守光公記』永正7年4月29日条に「室町殿猿楽に当年2歳（数え）の畠山亀寿（鶴寿の誤謬か）が饗応した」との記述がある為、逆算すると永正6年（1509年）に誕生したことが確認できる。永正12年（1515年）に元服すると、家の慣例により、第10代将軍・足利義稙より偏諱を賜い、稙長と名乗る。
永正14年（1517年）、父の隠居により家督を継承するが、既に永正8年（1511年）に河内高屋城を父より譲られるなど、その活動は河内や京都において数年前から確認でき、同時期に父の活動は越中や紀伊方面に注がれていた形跡があり、家督継承の前から二元的な統治形態を取っていたと考えられている。
また、父は室町幕府管領の細川高国政権の下で守護職を回復し、明応の政変以前の地位を幕府においてある程度取り戻すことに成功していた。
永正14年（1517年）、尚順は紀伊に下向。これは管領は高国が任命され、山城守護職も大内義興に握られることに不満があったためとされることもあるが。澄元派の反撃に備えて領国を固める積極的意志と評価する説もある。これに伴い、稙長は幕府と関係する畿内での活動を継承している。
京都における幼少期の稙長は、義稙を支える在京守護の義興・高国や能登畠山家の畠山義元・義総父子との交流が見え、彼らとは良好な関係を保っていたと思われる。
永正15年（1518年）、義興が周防に帰国し、高国と将軍・足利義稙が対立すると、明応の政変以来の義稙の支持者であった尚順は義稙に味方したが、永正17年（1520年）に強硬な統治方法に反発する国衆からに紀伊を追放され、堺に逃れることになる。これにより、稙長は正式に畠山氏の当主として活動するようになる。
同年2月、父の宿敵である畠山義英に高屋城を包囲され、3月に城を落とされて逃亡したが、5月に高屋城を奪い返し、義英を大和へ追放した。
同年6月から10月にかけて、高国と協議の上で大和に介入し、尚順派と義英派に分かれて争っていた筒井順興と越智家栄を始めとする大和国人衆を和睦させ、大和への影響を保った。
大永元年（1521年）、尚順と結んだ義英が翌に高屋城を攻撃するも、稙長がこれを撃退。尚順は義稙を奉じ淡路において再起を図るも果たせないまま翌大永2年（1522年）に病没する。
大永3年（1523年）、義稙も死去し、ほぼ同じ時期に総州家においても義英に代わり畠山義堯が当主となり、敵がいなくなった高国政権は安泰となったが、尚順と義英の和睦で総州家の勢力と尾州家の尚順派の勢力が結びつくことにより、河内畠山氏の内訌が再発する。このため越中においては河内畠山氏の影響力が低下し、分家である能登畠山氏に統治を委ねざるを得ない状況になってしまった。
一方で細川高国とは友好関係を保っており、大永4年（1524年）の足利義晴の新邸造営の際は畠山義総共々高国に上洛を依頼されており、最終的に稙長が総奉行に任命されている。以降もしばしば、稙長が高国のために上洛している形跡がある（なお、尚順の妻は細川高国の姉であり、嫡男の稙長は高国の甥である可能性がある）。

### 堺公方との対立と追放
大永2年においては、高屋城が焼失するなど、稙長の統治は安泰とはいえなかった。稙長の支持者であった高国が大永6年（1526年）の桂川原の戦い以降の内紛に悩まされる中、享禄元年（1528年）、稙長の高屋城が反高国派の柳本賢治によって陥落させられ、堺公方政権の下で高屋城は畠山義堯のものとなった。
享禄4年（1531年）には高国が大物崩れにおいて自刃し、同じ時期に河内守護代の遊佐順盛が死去するなど、稙長は苦境に立たされるが、義堯が細川晴元の家臣三好元長と結んで晴元と対立し、天文元年（1532年）に両者が晴元に加勢した一向一揆に攻められ自刃に追い込まれた（享禄・天文の乱）。
ところが、晴元は12代将軍足利義晴と和睦し、義堯の元家臣で晴元に寝返っていた木沢長政もまた義晴方に転じると、稙長は義晴を奉じる姿勢を取りつつも、高国の弟で細川晴国が決起するとこれを支持し、天文3年（1534年）1月に石山本願寺との同盟し自身の弟である基信を本願寺に入れた。
しかし、守護代である遊佐長教は晴元との融和を考え、同年8月には稙長の弟・長経が義晴の御内書を得て長教に擁立されており、この間に稙長は紀伊に追放ないし出奔したものと思われる。ただし、稙長に付き従った重臣の丹下盛賢は知行宛行権を持つ文書を発給し続けており、守護としての軍事動員権はその後も保持し続けている。また、紀伊の湯河・玉置衆は反本願寺派として熊野衆と対立していたが、稙長は両者の関係修復に努めている。
長経は天文4年（1535年）ないし5年（1536年）頃には消息がわからなくなり（『足利季世記』では家人に毒殺されたとされ、後の軍記・系図では犯人を遊佐長教・木沢長政としているが裏付けはない）、弟の晴熙（播磨守）が擁立されている。しかし、長経と違い、晴熙は幕府から家督の承認を受けた史料が見られず、正式に義晴や晴元から家督として承認されなかった可能性がある。
そのためか、天文7年（1538年）、晴熙に代わって、畠山晴満（弥九郎）という人物が当主に擁立されている。晴満と総州家当主畠山在氏をそれぞれ河内半国守護として置いた。尾州家と総州家の実力者である長教と長政が一向一揆などの脅威に備えるため両畠山氏の和睦に動き、このような体制を構築したのであるが、実権は2人が握っていた。この晴満という人物の母方の伯父は「典厩」とされており、また、晴宣・晴熙・政国・基信と違い、本願寺の資料で稙長の弟とは書かれておらず、系図などにも名前が見えないため、この晴満の伯父の典厩は晴元方細川典厩家の細川晴賢であり、晴元側の息の掛かった人事である可能性がある。この晴満の擁立に不満を示したのか、同年8月には稙長と丹下盛賢は河内へ向かうことを計画し、この時期に上洛を目的としている尼子晴久と本願寺に音信を交わしており、更に高国残党である細川氏綱も庇護していた。

### 復権と尾州家の躍進
天文10年（1541年）、晴元や長教と仲違いした長政が反乱を起こすと、稙長は長教と和睦し、晴満と在氏を追放、湯川衆・熊野衆・根来寺・高野山などを糾合した3万という軍勢で高屋城を回復、畠山氏の当主に復帰した。孤立した長政は稙長・長教・三好長慶・三好政長によって討伐され、翌天文11年（1542年）の太平寺の戦いにおいて戦死した。この頃の総州家の中核は木沢氏勢力に極めて依拠しており、長政の死によって総州家は再び大きく力を落とすことになる。
再度一つの勢力になった畠山稙長・遊佐長教はこの混乱に乗じて、飯盛山城の畠山在氏・和泉守護代の松浦守を討伐する計画を立てる。
木沢長政の乱に対して畠山在氏や長政父の木沢浮泛、長政弟の木沢中務大輔・木沢左馬允は積極的に加担せず、飯盛山城に籠もっており、在氏は左馬允の赦免を幕府に願っており、幕府の庇護を受けようとしていたが、稙長方はこれに対し、飯盛山城に攻撃を加えている。
一方、和泉では既に長政の乱に連動して牢人が入国を企てるなど混乱が起こっており、和泉守護代の松浦守は4月頃には堺で蟄居していた。
この状況下で遊佐長教の被官である行松康忠の7月25日付の書状では、大和勢が飯盛山城攻撃の準備を始め、飯盛北の交野には大和国衆の鷹山弘頼が居陣し、一方で和泉は稙長自身も自ら出陣しようとし、老衆が引き留めているも、決心に変わりはないため、根来寺一山を味方にし出立し、筒井順昭が高屋城に在陣したと書かれている。実際に畠山稙長・遊佐長教が松浦氏退治のため大人数で出撃し、筒井順昭が高屋城に留守役で入ったされ、尾州家側の戦略を伺わせている。
また、稙長は松浦と対立する玉井三河守を守護代に擁立し、和泉の制圧を図っていた。
飯盛山城はその後、天文12年1月頃には落城し、河内は尾州家によって統一される。在氏はその後の尾州家の謀反を受けて晴元方に帰参したが、もはや尾州家と敵対しうる勢力ではなくなっており、この後の畠山氏の内訌は尾州家内部の争いが中心になることになる。
しかし、和泉に対しては松浦氏が玉井氏に対して反撃を始め、これに対し更に稙長に庇護されていた細川氏綱が玉井氏を取り立てて堺で挙兵し、「細川氏綱の乱」と呼ばれる争乱が勃発することになる。
天文12年7月には細川晴元が和泉守護細川晴貞の依頼を受けて松浦氏を擁護し玉井退治の姿勢を明確にし、稙長・長教は氏綱が妹婿であるため内心では同意しているもの、晴元方と正面から敵対することを躊躇ったためか、この時は結局どちらの陣営にも加勢する様子は見せず、玉井氏は敗北した。
以降も氏綱方は和泉で戦闘を続けるが、尾州家側の合力が停止したため、10月には沈静化することになる。

### 晩年
長政の滅亡後、稙長・長教は表向きは幕府・晴元方に帰参しているものの、天文13年8月頃には細川氏綱が軍事行動を計画しており、同時期に畠山稙長・遊佐長教・丹下盛賢が本願寺に細川氏の争いに関して協力を依頼しているため など、両者は水面下では依然として繋がっていた様子であり、氏綱は尼子氏とも連絡を取り続けていた。
稙長は以降も、遊佐長教に自身の姪である日野内光娘を嫁がせるなど関係を強化したほか、元晴元・長政陣営だったと思われる鷹山弘頼・安見宗房を尾州家に取り込み、大和で軍事行動をさせるなど、体制の強化に勤しむ。また、分国である越中の守護として、能登の畠山義総や証如を介し、神保長職・椎名長常の越中における抗争の和与を図った。
しかし、天文14年（1545年）4月頃に氏綱方が再度挙兵する最中、5月15日に稙長は死去した。享年37歳。「言継卿記」「厳助往年記」共に「頓死」と書かれ、急死だったと見られる。更に重臣の丹下盛賢も同時期に病死しており、以降の守護家の後退はこれらの原因も考えられる。「厳助往年記」では、稙長の死去により氏綱方牢人衆は力を失い、沈静化したという。

### 稙長死後の尾州家
稙長は遺言により畠山義総の息子を養子に迎えようとしており、これには前述の義総との友好関係や、良質の資料ではないが「両畠山系図」で畠山尚順の娘が「能州修理大夫妻」（義総か）となっていることも関わっていると思われる。これは天文14年3月13日に一字拝領と家督御礼を幕府に送っている畠山晴俊（四郎）であると指摘されている。
また、一方でこの畠山晴俊の家督継承が稙長存命時から行われていることを異例とし、晴俊は能登畠山氏と対立し在京していた畠山九郎の一族で、これは稙長の意思ではなく、潜在的な反晴元派の稙長を排除するために晴元方が稙長の遺言に仮託して晴俊を擁立しようとしたという説もある。
しかし、同時期に稙長が越中・能登・越後下向を企図しており、「大殿様」（義総か）に申し入れて準備を整えているという文章もあり、この時期に稙長が能登畠山氏と連携を強めようとしていた形跡が見られる。
ただ、この継嗣は義総が病死した（恐らく稙長・盛賢の死も原因だろう）ことで宙に浮き、稙長の舎弟・畠山政国がこれに抵抗したことで一時家中が混乱し、「私心記」によると稙長の葬儀が何度か延期されている。以降、弟の政国が惣領名代として継承することになった。

## 人物・評価
小谷利明は、没落期を経て大和宇智郡の平盛知（後の丹下盛知）、紀伊伊都郡の三宝院快敏などの新規の内衆を登用し、広域の勢力を糾合した稙長を「河内・紀伊・大和・南山城・和泉などに軍事動員できる権力となった」と評している。
高国没後もその残党を支援し続けた稙長の路線は、やがて遊佐長教がその遺産を受け継ぎ達成することになる。

## 偏諱を与えた人物
- 畠山長経（弟）
- 畠山長継（右馬頭、畠山晴満の母方の叔父）
- 椎名長常（椎名慶胤の兄弟）
- 神保長職（神保慶宗の後継者（子とされる））
- 遊佐長教（家臣、遊佐順盛の子）